# Římskokatolická farnost Železná Ruda
Římskokatolická farnost Železná Ruda je územním společenstvím římských katolíků v rámci sušicko-nepomuckého vikariátu českobudějovické diecéze.

## O farnosti
Od roku 1694 v Železné Rudě vykonávali duchovní správu cisterciáci z opatství Gotteszell. Ti zde také v letech 1727–1732 postavili kostel Panny Marie Pomocnice. V roce 1776 zde byla založena farnost, spravována diecézním duchovenstvem.
Místní správní komise v Železné Rudě již dne 22. srpna 1945, číslo jednací 308 / 45 požádala Zemský národní výbor v Praze o obsazení zdejší fary českým administrátorem s tím, že není možno dále trpěti, aby zápisy v církevní matrice a všechny úřední doklady byly vyhotovovány jen německy.Od 1. prosince 1946 byl administrátor ze Železné Rudy pověřen správou neobsazených farností Hamry, Hojsova Stráž, Hůrka a Zhůří.
Farář Karel Pavel Janeček měl velký počet přátel z českého uměleckého prostředí, např. Jan Werich, Zdeněk Kalista a další.
Ve farní kronice Zelená Lhota je mimo jiné o kostelech uvedeno :   
- rok 1955 - kostel Bolestné Panny Marie v Hamrech je v žalostném stavu, kostelní předměty byly rozkrádány
- rok 1960 - obě kopule kostela v Železné Rudě byly nově pokryty šindelem
- rok 1961 - začala se oprava kostela v Hojsově Stráži

V současné době není v místě ustanoven sídelní duchovní správce a farnost je spravována excurrendo ze Sušice.

## Seznam správců farnosti[3]
- 15.9.1945 – 28.2.1948  P. Karel Pavel Janeček, administrátor v Železné Rudě, přeložen z Kamenice nad Lipou
- 1.3.1948 – 17.10.1948  P. Josef Peksa , administrátor v Železné Rudě, přeložen z Velhartic
- 1.11.1948 – 30.6.1949  farnost spravována excurrendo z Dešenic / P. Jan Kopačka, administrátor
- 1.7.1949 – 30.11.1951  P. Jan Kubín, administrátor v Železné Rudě, přeložen z Frymburka na Vltavou
- 1.12.1951 – 30.4.1952  farnost spravována excurrendo z Nýrska / P. Pavel Kutný, administrátor
- 1.5.1952  - 31.5.1954  farnost spravována excurrendo z Nýrska / P. Jan Kopačka, administrátor
- 1.6.1954 – 31.10.1955  farnost spravována excurrendo ze Zelené Lhoty / P. Jan Trpák, administrátor
- 1.11.1955  -  13.9.1961  farnost spravována excurrendo ze Zelené Lhoty / P. Zdeněk Krištof, administrátor
- 1.10.1961 – 31.3.1963  farnost spravována excurrendo z Nýrska / P. Jan Kopačka, administrátor
- 1.4.1963  - 31.3.1966  farnost spravována excurrendo z Nýrska / P. František Štribl, administrátor
- 1.4.1966  -  31.5.1971  farnost spravována excurrendo z Nýrska / P. František Uhlíř, administrátor
- 1.6.1971 - 19.10.1989  farnost spravována excurrendo z Nýrska /  P. Josef Šimsa, administrátor
- 1966 - 3.5.1986  P. Antonín Prokeš, výpomocný duchovní v Železné Rudě

- 20.10.1989 - 14.2.1990  farnost spravována excurrendo z Čachrova / P. Miloslav Vlk , administrátor
- 1.7.1990  - 1991  farnost spravována excurrendo z Čachrova /  P. Jaroslav Lilák, administrátor

| Kostel                     | Místo        | Bohoslužba                | Bohoslužba | Poznámka     |
| -------------------------- | ------------ | ------------------------- | ---------- | ------------ |
| Kostel Panny Marie Pomocné | Železná Ruda | 1. středa v měsíci sobota | 17.00      | farní kostel |